# Mathilde de Quedlinbourg
Mathilde de Quedlinbourg (955-999) est la fille de l'empereur Otton Ier et de sa seconde épouse Adélaïde, la sœur de l'empereur Otton II et la tante de l'empereur Otton III. Elle est princesse-abbesse de Quedlinbourg, en Saxe, de 966 à sa mort. Au cours de sa vie, elle participe à plusieurs reprises au gouvernement de l'Empire, soit en l'absence de son père par sa gestion de la Germanie, soit par ses interventions dans les tensions familiales et dynastiques qui traversent la toute jeune dynastie des Ottoniens.

## Biographie

### Jeunesse et éducation
Mathilde naît en 955, au sein de la famille impériale du Saint Empire. Elle est la seule fille d'Otton Ier et d'Adélaïde de Bourgogne, deuxième épouse du souverain ; elle est la sœur aînée d'Otton II. Elle est confiée dès son plus jeune âge au monastère de Quedlinbourg, fondé par sa grand-mère Mathilde. Elle en devient abbesse en 966, à l'âge de 11 ans. Elle reçoit à Quedlinbourg, riche abbaye dotée par Otton Ier d'un privilège d'immédiateté, une éducation des plus sophistiquées. Quedlinbourg est en effet un chapitre de dames de la haute-noblesse impériale, un Frauenstift, au sein duquel des chanoinesses initiaient les jeunes filles de la haute noblesse aux lettres et aux arts. Les charges politiques et religieuses qui furent celles de Mathilde au cours de sa vie et la sagesse que les chroniqueurs contemporains lui attribuent sont un témoignage de son éducation de noble lettrée.

### Abbesse de Quedlinbourg et gouvernement de la Germanie
Un an après sa nomination en tant qu'abbesse, lorsque son père part en 967 pour une campagne en Italie, Mathilde est la seule membre de la famille ottonienne à demeurer au nord des Alpes. Elle prend alors en charge le gouvernement de la Germanie depuis son siège abbatial. Au cours de sa charge, elle tient un synode à Dornberg. Widukind de Corvey lui dédie au cours de ces années sa Geste des Saxons, dont les préfaces exaltent la sagesse de Mathilde. En 972, sentant son pouvoir amoindri au nord des Alpes, Otton Ier retourne en Germanie pour réunir tous les évêques dans un synode à Ingelheim et répartir les diocèses vacants, objets de convoitise et donc de tensions. Il réunit pour la fête de Pâques tous les grands laïcs du royaume dans une diète à Quedlinburg, là où œuvre Mathilde et où sont enterrés ses parents.

### Sous le règne de son frère
Elle joue aussi un rôle politique durant les premières années du règne de son frère Otton II : elle reçoit des donations de sa part et apparaît régulièrement auprès de lui à la cour impériale. En 978 cependant, elle suit sa mère Adélaïde de Bourgogne en Italie, peut-être à la suite d'une brouille avec Otton II et son épouse Théophano. Il semble y avoir une réconciliation en 981, quand Adélaïde, Mathilde, Otton et Théophano fêtent ensemble Pâques à Rome. À la mort d'Otton II en décembre 983, Adélaïde, Théophano et Mathilde sont en Italie. Elles retournent en Germanie l'année suivante et luttent contre Henri le Querelleur, cousin d'Otton II, qui s'est emparé d'Otton III alors âgé de trois ans et qui cherche à se faire couronner empereur à sa place. En 984, elle préside une diète impériale en son abbaye afin de faire cesser l'usurpation et de faire élire son neveu au trône impérial. Mathilde, l'impératrice Adélaïde et l'impératrice Théophano se portent alors régentes et garantes du jeune souverain. Henri fait sa soumission aux trois femmes en 985 à Francfort. Peu de temps après, Mathilde mène personnellement une armée contre les barbares et les défait.

### Sous le règne d'OttonIII: un retrait temporaire et une régence
Mathilde se met ensuite en retrait du pouvoir et semble retourner à Quedlinbourg, où elle fait ériger un monastère pour le salut de l'âme d'Otton II en 986. Elle revient sur le devant de la scène politique après la mort de Théophano en 991. Elle participe alors au gouvernement impérial, elle fait élire son candidat à l'évêché de Cambrai en 995 (contre le candidat de Sophie, la sœur de l'empereur) et exerce le pouvoir en l'absence d'Otton III. Mathilde meurt en 999, quelques semaines avant sa mère. Son épitaphe, conservée à Quedlinbourg, lui donne le titre de matricia, version féminine du titre de patrice remis en vogue par Otton III. Lui succède, à la tête de Quedlinbourg, Adélaïde, une sœur d'Otton III.